# Billy Gibbons
Pour les articles homonymes, voir Gibbons (homonymie).
 (mars 2010).
Si vous disposez d'ouvrages ou d'articles de référence ou si vous connaissez des sites web de qualité traitant du thème abordé ici, merci de compléter l'article en donnant les références utiles à sa vérifiabilité et en les liant à la section « Notes et références ».
William Frederick Gibbons, dit Billy Gibbons, né le 16 décembre 1949 à Houston (Texas), surnommé Reverend Willie G ou KingBilly, est le guitariste et chanteur du groupe texan ZZ Top.

## Biographie

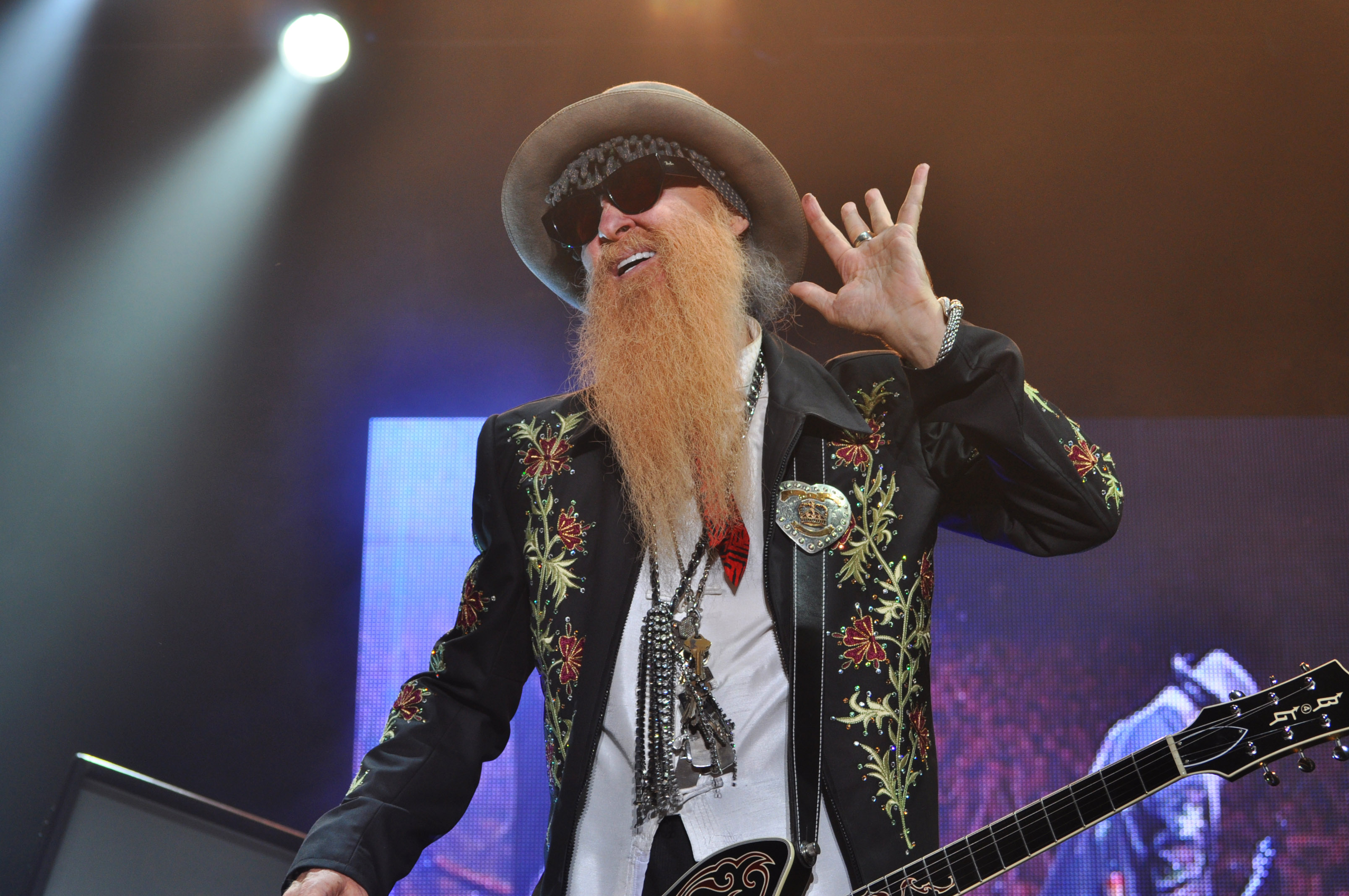
Billy Gibbons à Tours en 2011.

Billy Gibbons fait ses débuts dans un style psychédélique avec deux groupes successifs, les Moving Sidewalks puis le 11th Elevator. Avec le batteur Frank Beard et le bassiste Dusty Hill, il fonde le trio ZZ Top, célèbre pour un look et un jeu de scène basé sur le folklore texan le plus roots.
Plus spécifiquement, Billy Gibbons est connu comme un guitariste hors pair. Il fait notamment l'admiration de Jimi Hendrix, qui l'engage pour ses premières parties dans les années 1960 et lui offre une Stratocaster rose[réf. souhaitée]. En 2011, le magazine américain Rolling Stone le classe 32e dans son classement des plus grands guitaristes de tous les temps.

### Style
Le style de Billy Gibbons repose sur le blues, et notamment le Delta Blues influencé par des artistes comme Howlin' Wolf. Outre ses rythmiques percutantes, c'est surtout son talent de soliste qui le distingue : Gibbons pense ses solos comme un ensemble cohérent ayant un sens à apporter à la chanson, d'où une attention extrême apportée au son, et à la dynamique du son.
Parmi ses spécificités de guitariste, il faut relever sa fluidité, son inventivité, la maîtrise des harmoniques et sa propension marquée à ne presque jamais monter dans les aigus. Au-delà des aspects techniques, Billy Gibbons est souvent cité pour la sensibilité qui se dégage de son jeu.[Par qui ?]

## Matériel utilisé
Billy Gibbons possède un large choix de guitares, dont certaines farfelues, utilisées pour les besoins de la scène, mais sa préférence va depuis plus de trente ans à une Gibson Les Paul Standard de 1959, qu'il a surnommée « Pearly Gates », et à laquelle il a même dédié le morceau instrumental Apologies to Pearly, qu'il réserve principalement au studio, préférant employer d'autres guitares sur scène[réf. nécessaire].
Concernant les amplificateurs, il a longtemps joué sur Marshall et sur Crate dont la série V a été créée sur ses conseils. Depuis 2014, il joue sur des amplificateurs Magnatone (modèle Super Fifty-Nine).

## Création et conception
En 2020, Gibbons lance les Humbuckers « WiskerBuckers », une gamme de micros double bobinage reproduisant les anciens Patent Applied For (en) de Seth Lover équipant la Pearly Gates et dont il a été, avec la collaboration de Thomas Nielsen de la firme Cream T. Pickup, à l'origine de la conception,.

## Discographie

### Albums solo
- Perfectamundo (2015)
- The Big Bad Blues (2018)
- Hardware (2021)

### Participations
- La Vie en rose dans Frenchy (album de Thomas Dutronc) (2020)

## Filmographie

### Télévision
- 2010 : Les Experts: Miami, épisode Aller-retour à L.A. : lui-même
- 2005-2014 : Bones, 7 épisodes : le père d'Angela Montenegro